# 공학 목재

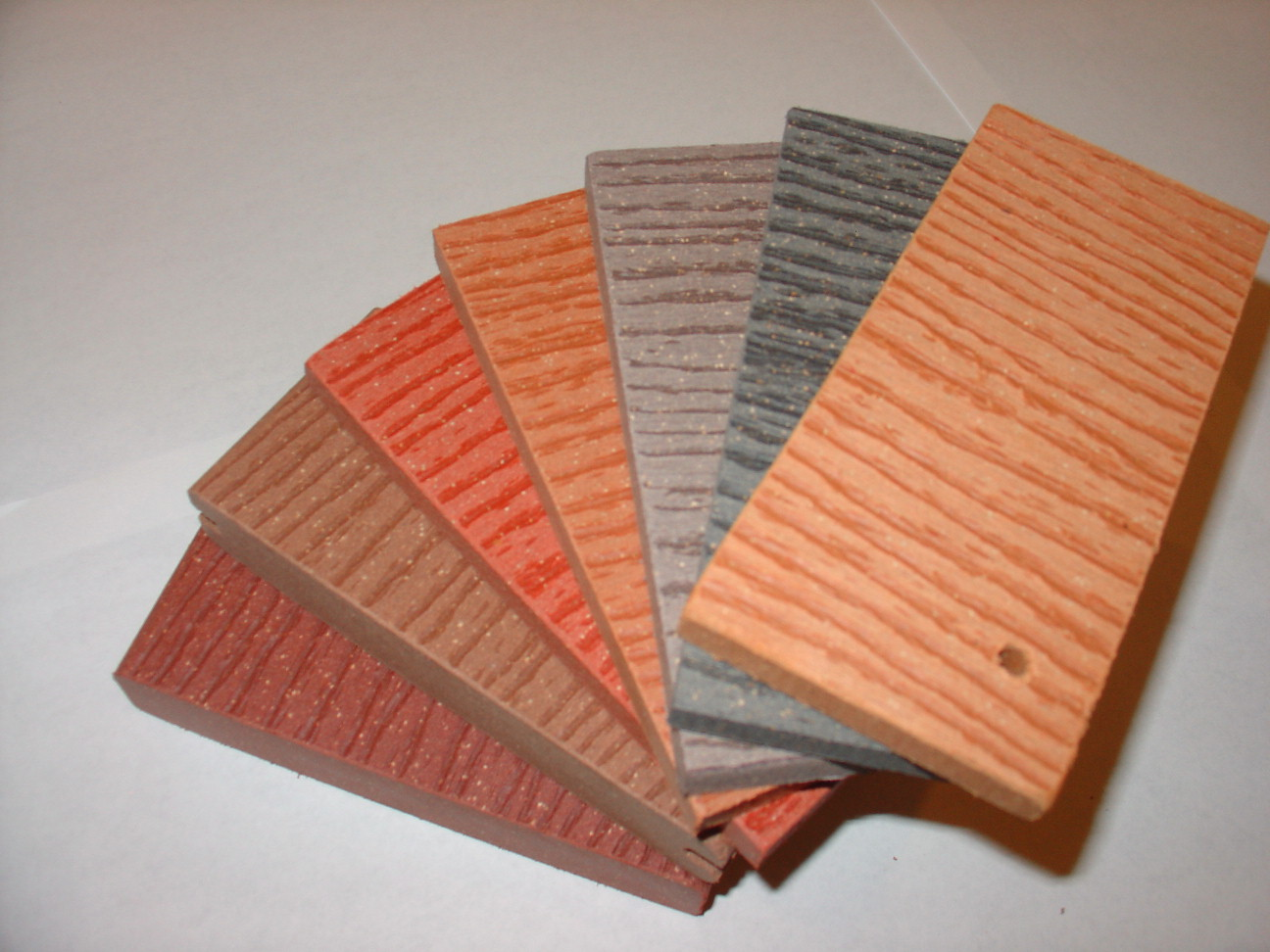

공학 목재(engineered wood)는 파티클보드와 집성재처럼 접착제 등으로 붙여 가공한 목재이다.
공학 목재에는 가닥, 입자, 섬유 또는 합판 또는 목재 보드를 결합하거나 고정하여 제조되는 파생 목재 제품이 포함된다. 패널의 크기는 다양하지만 64 x 8피트(19.5 x 2.4m) 이상일 수 있으며 교차 적층 목재(CLT)의 경우 두께는 몇 인치에서 16인치(410mm) 이상일 수 있다. 이러한 제품은 정밀한 설계 사양으로 설계되었으며, 국내 또는 국제 표준을 충족하고 구조적 성능의 균일성과 예측 가능성을 제공하도록 테스트되었다. 공학 목재 제품은 주택 건축에서 상업용 건물, 산업용 제품에 이르기까지 다양한 용도로 사용된다. 이 제품은 많은 건축 프로젝트에서 강철을 대체하는 장선 및 보에 사용할 수 있다. 용어 매스 팀버(mass timber)는 콘크리트 조립을 대체할 수 있는 건축 자재 그룹을 나타낸다.
일반적으로 공학 목재 제품은 목재를 제조하는 데 사용되는 것과 동일한 활엽수 및 침엽수로 만들어진다. 제재소 스크랩 및 기타 목재 폐기물은 목재 입자 또는 섬유로 구성된 공학 목재에 사용할 수 있지만 전체 통나무는 일반적으로 합판, 중밀도 섬유판(MDF) 또는 파티클 보드와 같은 베니어판에 사용된다. OSB(Oriented Strand Board)와 같은 일부 공학 목재 제품은 일반적이지만 구조적이지 않은 수종인 포플러과의 나무를 사용할 수 있다.